# Asthenoctenus hingstoni
Asthenoctenus hingstoni är en spindelart som först beskrevs av Cândido Firmino de Mello-Leitão 1948.  
Asthenoctenus hingstoni ingår i släktet Asthenoctenus och familjen Ctenidae. Artens utbredningsområde är Guyana. Inga underarter finns listade.